# 야마모토 아야노
야마모토 아야노(山本 彩乃, 1986년 4월 12일 ~ )는 일본의 성우이다.

## 출연 작품

### TV 애니메이션
2011년
- STEINS;GATE(텐노지 나에)